# Thracides cleanthes
Thracides cleanthes är en fjärilsart som beskrevs av Pierre André Latreille 1824. Thracides cleanthes ingår i släktet Thracides och familjen tjockhuvuden. Inga underarter finns listade i Catalogue of Life.